# Scott Waugh
Scott Waugh (* 1970 oder 1971) ist ein US-amerikanischer Filmregisseur, Produzent, Filmeditor sowie ehemaliger Stuntman.

## Leben

### Jugend und Ausbildung
Scott Waugh ist der Sohn des Stuntman Fred Waugh (1932–2012), der u. a. bei den Blues Brothers mitgewirkt hat und Stuntman für Spiderman war. Sein älterer Bruder Ric Roman Waugh ist ebenfalls Stuntman und Filmregisseur. Scott Waugh wuchs in Sylmar (Kalifornien) in einem von dem Beruf des Vaters, ein ehemaliger Zirkusartist, geprägten Umfeld auf. Nach dem Umzug der Familie nach Agua Dulce, einem beliebten Drehort für Hollywood-Produktionen, lernte er Reiten und praktizierte Mountainbike, sein Vater brachte ihm das Autofahren bei. Seinen ersten Stunt hatte er als Zwölfjähriger auf einem Fahrrad in einem Film von Ron Howard. Nach Abschluss eines Studiums an der UC Santa Barbara arbeitete er als Stuntman.

### Filmkarriere
Von Ende der 1980er Jahre bis zuletzt 2005 war Waugh für Film- und Fernsehproduktionen als Stuntman tätig. Seit 1998, beginnend mit 12 Bucks, war er auch als Produzent aktiv.
2012 gab er mit Act of Valor sein Spielfilmregiedebüt. 2014 folgte die Videospiel-Verfilmung Need for Speed. 2012 gewann er die Auszeichnung „10 Directors to Watch“ beim Palm Springs International Film Festival. 2017 inszenierte Waugh 6 Below – Verschollen im Schnee (6 Below: Miracle on the Mountain). Der Actionfilm Hidden Strike folgte 2023. Bei seinen Filmen zeichnete er sich üblicherweise auch für den Filmschnitt verantwortlich. Eine Ausnahme hiervon ist der von ihm inszenierte The Expendables 4, der ebenfalls 2023 veröffentlicht wurde.